# Ericameria bloomeri
Ericameria bloomeri là một loài thực vật có hoa trong họ Cúc. Loài này được (A.Gray) J.F.Macbr. mô tả khoa học đầu tiên năm 1918.